# Sairang
Sairang é uma vila no distrito de Aizawl, no estado indiano de Mizoram.

## Geografia
Sairang está localizada a 23° 48′ N, 92° 40′ L. Tem uma altitude média de 210 metros (688 pés).

## Demografia
Segundo o censo de 2001, Sairang tinha uma população de 5036 habitantes. Os indivíduos do sexo masculino constituem 56% da população e os do sexo feminino 44%. Sairang tem uma taxa de literacia de 82%, superior à média nacional de 59.5%: a literacia no sexo masculino é de 85% e no sexo feminino é de 77%. Em Sairang, 15% da população está abaixo dos 6 anos de idade.